# 我的好朋友黑漆漆
《我的好朋友黑漆漆》（英語：Orion and the Dark）是一部2024年上映的美國电脑动画奇幻冒險喜劇電影，由西恩·查爾馬茲（Sean Charmatz）執導，這也是他的長片導演處女作。編劇為查理·考夫曼，改編自艾瑪·雅列（Emma Yarlett）的同名兒童讀物。動畫由夢工廠動畫製作，這也是他們的第一部Netflix原創電影。
這部電影於2024年1月27日在洛杉磯 TUDUM劇院首映，2024年2月2日在Netflix上線。。這部電影獲得了評論家的積極評價，影評界讚譽動畫、故事主題、編劇和配音表現。

## 劇情
一名想像力豐富的小男孩奧利恩踏上穿越黑夜的難忘旅程，並面對內心深處的各種恐懼，還有位新朋友伴他同行：一個笑瞇瞇的巨大生物，名叫「黑漆漆」。
故事起始於1955年的費城，奧利恩是名想像豐富、但經常焦慮不安和帶有恐懼症的11歲男孩。他不僅在日記中記錄了自己的恐懼，還因為擔憂在即將到來的天文館觀摩行程中被學校暗戀對象莎莉拒絕而感到緊張。一夜，突如其來的停電讓懼怕黑暗的奧利恩深陷不安和大發牢騷，卻因此會見了黑夜的的化身－－「黑漆漆」。「黑漆漆」對於奧利恩不斷的抱怨黑夜感到厭煩，他決定帶奧利恩外出旅行，好讓奧利恩見識黑夜對人們的好處和奇蹟，幫助他克服恐懼。一路上，人們發現成年奧利恩正在向他的小女兒希帕夏講述這個故事，以幫助她消除恐懼。
「黑漆漆」在這趟黑夜之旅向奧利恩介紹了他的伙伴們：睡眠、失眠、安靜、無法解釋的噪音和夢境，也請夥伴們讓奧利恩見證它們如何在夜間運作幫助人類，獲得夥伴們勉強同意。「黑漆漆」向奧利恩展示了安靜如何消除周圍的聲音，睡眠如何誘導人們入睡，失眠如何引發焦慮並在夜間喚醒一些人，不明原因的噪音如何在屋外發出各種噪音，夢境如何產生美妙的夢。起先奧利恩出於對黑夜的焦慮影響「黑漆漆」一夥的夜間實體的工作，但隨著奧利恩逐漸熟悉並最終與「黑漆漆」一夥成為朋友，他開始幫助「黑漆漆」完成夜間任務。此外，奧利恩短暫地遇到了光明，黑暗的宿敵，光明在早晨帶來了白天，而「黑漆漆」在晚上帶來了黑夜。然而在旅途中，奧利恩由於無意間評論道光明似乎比黑暗更可取，原因是光明讓他感到安全和溫暖，這番發言讓「黑漆漆」的夥伴們感到沮喪，放棄了夜間工作，轉而白天工作。「黑漆漆」對夥伴們的離去感到憤怒和悲傷，轉而在山頂上停下來。奧利恩懇求「黑漆漆」在光穿過並瓦解他之前移動，但「黑漆漆」保持靜止並在光穿過他時消失，拋棄了奧利恩。獨自被拋在山頂上的奧利恩為自己傷害了「黑漆漆」一夥的行為感到羞愧。
故事結束後，成年的奧利恩和希帕夏穿過城市前往天文館，希帕夏對他闡述的故事結局感到震驚，並提出了不同的敘述。當希帕夏接著敘述這個故事時，奧利恩獨自待在海灘上，遇到了希帕夏，並承諾幫助他。她根據目前的故事背誦了一首自己寫的詩，當「黑漆漆」一夥實體回歸，目睹了無盡的白天沒有夜晚所帶來的混亂，決定挺身而出以維持世界的自然平衡。他們記得「黑漆漆」是奧利恩最恐懼的具體體現，他們意識到奧利恩需要睡覺並夢見「黑漆漆」才能把他帶回來。
在夢境的幫助下，兩個孩子進入奧利恩的潛意識，並成功地從他們第一次在奧利恩臥室見面的記憶中召喚出「黑漆漆」，但當他的衣櫃門打開並露出一個試圖拉動「黑漆漆」的黑洞時，打斷了雙方的重聚。最終，奧利恩學會了接受自己的恐懼，勇敢挺身拯救「黑漆漆」，而安靜則輕輕地叫醒了他，讓他們及時從夢中醒來。「黑漆漆」再次出現，恢復了世界的自然秩序，並將孩子們帶回了奧利恩的家，然後向他們告別。當「黑漆漆」離開後，希帕夏陷入了20年前的過去，無法回家。然而，一個名叫第谷的小男孩乘坐時光機到達並把希帕夏帶回來，讓奧利恩與希帕夏的冒險故事圓滿落幕。
故事尾聲，已為人母的成年希帕夏正在向她的兒子第谷講述這個故事。當希帕夏講完這個故事後，希帕夏走到外面，向她的父母、現在年長得多的奧利恩和莎莉道晚安，接著場景切回到故事的開頭：還是孩子的奧利恩和莎莉，兩者在拜訪天文館的過程中凝視著星星。

## 配音員
- 雅各·特倫布雷配音奧利恩（Orion）
  - 柯林·漢克斯配音成年的奧利恩
- 保羅·華特·豪澤配音黑漆漆（Dark）
- 韋納·荷索配音旁白
- 伊克·巴里霍尔茨配音光明（Light）
- 安琪拉·貝瑟配音夢境（Dreams）
- 娜塔西亞·德米特里奧（英语：Natasia_Demetriou）配音睡眠（Sleep）
- 果爾達·羅斯維爾（英语：Golda_Rosheuvel）配音無法解釋的噪音（Unexplained Noises）
- 奈特·法克森（英语：Nat_Faxon）配音失眠（Worrisome Insomnia）
- 阿帕娜·南切拉（英语：Aparna_Nancherla）配音安靜（Quiet）
- 卡拉·古奇諾配音奧利恩的母親
- 馬特德·拉皮納配音奧利恩的父親

## 製作
2023年6月12日，Netflix宣布和夢工廠動畫公司合作製作本片的消息，並在在當天於安錫國際動畫影展上首映了多個片段。雅各·特倫布雷、保羅·華特·豪澤和韋納·荷索被宣佈為配音演員。
2024年1月，宣布了更多配音演員，包括伊克·巴里霍尔茨、安琪拉·貝瑟、柯林·漢克斯和卡拉·古奇諾參與了主演陣容。

### 動畫
曾與夢工廠動畫公司合作拍攝《內褲隊長》的米克羅斯動畫在巴黎和班加羅爾為這部電影提供動畫製作。

### 音樂
《功夫熊貓：龍騎士》的作曲家凱文·萊克斯和羅伯特·萊德克為電影創作配樂。

## 發行
這部電影定於2024年2月2日在Netflix首映。

## 評價
在評論聚合網站爛番茄上，49位評論家中有89%給予了正面評價，平均評分為7/10。該網站的總體共識是：「《我的好朋友黑漆漆》是一部雄心勃勃的動畫電影，受益於查理·考夫曼的劇本，敢於探討存在主義思想。」，而Metacritic則根據22位影評人的評分，採用加權平均，給予了這部電影72分（滿分100分），表示整體評價「總體良好」。

## 外部連結
- 互联网电影数据库（IMDb）上《我的好朋友黑漆漆》的资料（英文）
- 在Netflix上觀看《我的好朋友黑漆漆》